# Обильное (Ставропольский край)
Оби́льное — село в составе Георгиевского района (городского округа) Ставропольского края Российской Федерации.

## Этимология
Варианты названия
- Обильное (Карамык)[2].

Своё название село получило «в связи с выходом из берегов р. Кума первым дождливым летом».

## География
Расположено при впадении в Куму речки Сухой Карамык в 12 км к северо-востоку от города Георгиевск.
В 4 км, на противоположной стороне села расположена железнодорожная платформа Обильный (на ветке Георгиевск — Будённовск). Ниже по течению Кумы расположено село Новозаведенное, выше — станица Подгорная.
Расстояние до краевого центра: 153 км.

## История
Основано в 1784 году переселенцами из Воронежской губернии.
Согласно «Ведомости казённых и партикулярных сёл, слобод и деревень в Кавказской губернии» за 18 декабря 1789 года входило в Георгиевский уезд.
В 1845 году население села серьёзно пострадало во время разлива Кумы, уничтожившего много рощ и садов, расположенных по берегам реки. В 1853 году Обильное несколько подвергалось нападениям горцев, сопровождавшимся грабежами, убийствами и уводом в плен местных жителей.
В 1886 году открыта школа грамоты.
В 1892 году в селе вспыхнула эпидемия холеры, которая унесла жизни 192 человек.
В начале XX века Обильное — крупное торговое село: 8,1 тыс. чел (1913), 2 школы, 1 церковь, 2 базара, и т.д и т. п.).
10 января 1943 года Обильное было освобождено от немецко-фашистских войск.
До 2017 года село образовывало упразднённое сельское поселение село Обильное.

## Население
| 1789  | 1897  | 1903  | 1908  | 1925  | 1926  | 1939  | 1979  | 1989  |
| ----- | ----- | ----- | ----- | ----- | ----- | ----- | ----- | ----- |
| 2170  | ↗5863 | ↘4997 | ↗8426 | ↗8680 | ↘7743 | ↘6188 | ↘5704 | ↗6611 |
| 2002  | 2010  | 2011  | 2012  | 2013  | 2014  | 2015  | 2016  | 2017  |
| ↗6620 | ↘6575 | ↗6577 | ↘6550 | ↗6554 | ↘6510 | ↘6430 | ↘6374 | ↗6377 |
| 2021  | 2023  |       |       |       |       |       |       |       |
| ↘6087 | ↗6100 |       |       |       |       |       |       |       |

Национальный состав
По итогам переписи населения 2010 года проживали следующие национальности (национальности менее 1 %, см. в сноске к строке «Другие»):
| Национальность | Численность | Процент |
| -------------- | ----------- | ------- |
| Русские        | 6107        | 92,88   |
| Армяне         | 132         | 2,01    |
| Езиды          | 69          | 1,05    |
| Цыгане         | 67          | 1,02    |
| Другие         | 200         | 3,04    |
| Итого          | 6575        | 100,00  |

## Инфраструктура
- Дом культуры. Открыт 1 мая 1979 года[31]
- Сельская библиотека им. М. В. Усова. Открыта 15 сентября 1931 года[6]
- Поликлиника
- Церковь
- Два кладбища — открытое (51 840 м²) и закрытое (20 000 м²)[32]

## Образование
- Детский сад № 6 «Звёздочка»
- Детский сад № 7 «Капитошка». Открыт 25 декабря 1987 года[33]
- Детский сад № 14 «Родничок»
- Средняя общеобразовательная школа № 21 им. И. С. Давыдова (имя присвоено в 2014 году[34])[35]
- Средняя общеобразовательная школа № 22[36]

## Экономика
- ООО «Изобилие» (зерновое хозяйство)
- Северо-Кавказская зональная опытная станция по птицеводству (индейководство) Россельхозакадемии
- ООО «Обильненский пищекомбинат»
- Швейная фабрика
- Индюшиная птицефабрика[37]

## Памятники
Памятники истории
- Братская могила участников гражданской войны, погибших за власть советов. 1918—1920, 1966 гг[38].
- Братская могила советских воинов, погибших в годы Великой Отечественной войн. 1942—1943, 1946 гг[39].

Памятники археологии
- Обильное — поселение салтово-маяцкой культуры (8—10 вв. н. э.). Расположено в 1,5 км восточнее села на мысу левого берега Кумы[40].